# اندیس دره شهر
دره شهر یک اندیس مصالح ساختمانی است که در حوالی شهر پل دختر استان ایلام قرار دارد و مادهٔ معدنی موجود در آن، خاک رس است.  